# Okolicsányi Elek
Okolicsányi Elek (Okolicsnó?, Liptó vármegye, 1711. április 16. – Liptószentmiklós, 1757.) bölcseleti doktor, Jézus-társasági tanár.

## Élete
Okolicsányi József alispán és Révay Franciska fia. Nagyszombatban tanult és 1725. november 14-én lépett a rendbe. 1731-ben a gimnázium I. osztályában, 1733-ban a grammatikai osztályban tanított, 1734-ben a költészetet tanította Nagyszombatban, ahol 1736-tól 1739-ig teológus volt; 1740-41-ben a próbaévet Besztercebányán és Kassán töltötte. 1742-ben Kolozsvárra helyezték át bölcseleti tanárnak; 1742-44-ben ugyanott magyar hitszónok és a rendház történetírója volt; 1746-ban Kassára helyezték át. 1747-től 1754-ig a missió főnöke volt Liptószentmiklóson, ahol hosszas betegeskedés után 1757-ben meghalt.

## Munkái
- Venae poeticae e fonte gratiarum Virgine Dei Matri Jasvariensi ad rigandas lauros neobaccalaureorum universitatis Tyrnaviensis a Musis Tyrnav derivata. Tyrnaviae, 1734
- Decreta et vitae regum Hungariae, qui Transylvaniam possiderunt… Claudiopoli, 1743. (2. kiadás. Claudiopoli, 1773)